# Liam Millar
Liam Alan Millar (ur. 27 września 1999 w Toronto) – kanadyjski piłkarz z obywatelstwem brytyjskim występujący na pozycji skrzydłowego lub napastnika, reprezentant Kanady, od 2024 roku zawodnik angielskiego Hull City.